# Sher Mohammad Karimi
Pour les articles homonymes, voir Karimi.
Mohammad Azam Karimi, né le 11 novembre 1953, est un général d'armée afghan d'origine tadjik, chef d'état-major de l'armée nationale afghane.

## Biographie
Né dans la province de Kaboul, en Afghanistan, Mohammad Azam Karimi est le fils de Mohammad Karimi. Marié, il est aujourd'hui père de trois garçons et quatre filles. Son fils ainé, (Décédé en 2019) et sa fille vivent en Allemagne. Le plus jeune de ses fils est, quant à lui, cadet militaire à l'Académie militaire ANA Commando en Afghanistan.
Il est un laïc convaincu, très marqué par les idées kémalistes de la Turquie. S'il fut communiste, jusqu'à la fin des années 1980, il est de nos jours plutôt intéressé par le socialisme ou la social-démocratie. Il s'intéresse aux idées du parti de gauche Awami, présent au Pakistan[réf. nécessaire].

## Carrière
Mohammad Azam Karimi est le premier Afghan à obtenir un diplôme de la prestigieuse Académie royale militaire de Sandhurst, au Royaume-Uni.
Après la révolution de Saur, en 1978, Karimi est arrêté et incarcéré par le parti démocratique populaire d'Afghanistan en raison de son éducation occidentale. Il a été employé comme administrateur au ministère de la défense durant le gouvernement Mohammad Najibullah. Contrairement à beaucoup de ses collègues communistes et à la majorité du corps des officiers afghans, Karimi n'a jamais reçu de formation en Union soviétique. Il a finalement été contraint de quitter le pays. Son retour sur la scène politique en 2001
En 2008, il acquit le grade de général de corps d'armée et le poste de chef d'état-major de l'armée nationale afghane. Auparavant, il a occupé le poste de chef des opérations pour le ministère afghan de la Défense.
En 2013, il est remplacé par le général d'armée Murad Ali Murad (en).